# Jana Klánová
Jana Klánová (* 1963) je česká environmentální chemička, profesorka Masarykovy univerzity (MU) v Brně a vedoucí tamního výzkumného centra RECETOX.

## Vědecká činnost
V roce 2007 se habilitovala na Přírodovědecké fakultě MU, v roce 2013 byla jmenována profesorkou fakulty pro obor chemie životního prostředí. Profesně se zabývá toxickými látkami v prostředí, potravinách a výrobcích, jejich výskytem, zdravotními a environmentálními dopady. Od roku 2013 je ředitelkou Výzkumného centra pro chemii životního prostředí a ekotoxikologii (RECETOX) Masarykovy univerzity. Publikovala mnoho vědeckých prací, spolupracovala s několika světovými univerzitami, expertně působí v rámci Programu OSN pro životní prostředí.